# المسلخ (مدينة البيضاء)

تعديل مصدري - تعديل

حارة المسلخ هي إحدى حارات مدينة مدينة البيضاء أحد مدن محافظة البيضاء، بلغ تعداد سكانها 327 نسمة حسب تعداد اليمن لعام 2004.